# Theresa Sareo
Theresa Sareo är en amerikansk singer/songwriter och producent.
Hon skivdebuterade 1998 och har därefter släppt ytterligare två album (2000, 2005). Efter att ha blivit påkörd 2002 och fått amputera ena benet, har hon också blivit talesperson för trafikskadade.